# Oplopisa
Oplopisa is een geslacht van kreeftachtigen uit de klasse van de Malacostraca (hogere kreeftachtigen).

## Soort
- Oplopisa spinipes A. Milne-Edwards, 1879